# Zirkelite
La zirkelite è un minerale.